# Ricardo Lynch
Richard Lynch (Galway, Irlanda, 15 de noviembre de 1610 - Salamanca, 18 de marzo de 1676) fue un jesuita y filósofo irlandés. 

## Biografía
Estudió en el Colegio de los Irlandeses de Santiago de Compostela antes de entrar en la Compañía de Jesús. Hecha su formación normal, enseñó filosofía y teología por veinticinco años en Medina del Campo, Valladolid y Salamanca. Juan Barbiano, Bernardo de Aldrete y Lynch fueron los primeros graduados jesuitas (1652) en Salamanca, y Lynch el primero en regentar establemente la cátedra de Vísperas (1668-1671). Fue grande su prestigio como maestro y predicador, con perfecto dominio del latín y español; especialmente celebradas eran sus réplicas en los actos académicos.

## Obras
- Universa Philosophia, 3 t. (Lyon, 1654).
- Sermones varios (Salamanca, 1670).
- De Deo ultimo fine, 2 t. (Salamanca, 1671).
- Universa Theologia, 2 t. (Salamanca, 1679).